# Arsacius Seehofer
Arsacius Seehofer (im römischen Index Arsatius Schoffer oder Arsatius Sehofer; * um 1505 in München; † 1539 oder 1545 in Winnenden) war ein deutscher reformatorischer Theologe.

## Leben
Seehofer war Sohn eines wohlhabenden Handwerkers in München. Am 23. September 1518 wurde er an der Universität Ingolstadt immatrikuliert, wobei er im Frühjahr 1521 vorübergehend in Wittenberg weilte. Dort setzte er seine Studien bei Philipp Melanchthon fort, ohne an der Universität Wittenberg eingeschrieben zu sein. In dieser Zeit wurde er, wie Briefe belegen, ein Anhänger der Lehren Martin Luthers. Er kehrte jedoch im Herbst 1522 nach Ingolstadt zurück. Er musste sich auf Betreiben von Johannes Eck von den Lehren Luthers distanzieren, um den Magistergrad zu erlangen.
Seehofer hielt 1523 eine auf Melanchthons Lehre beruhende Vorlesung zu den Paulusbriefen. Anschließend kam es zu einer Hausdurchsuchung und es wurden 17 Thesen aus seinen Papieren zusammengestellt, die er zu widerrufen hatte. Er entging einem Ketzerprozess und wurde anschließend in der Abtei Ettal inhaftiert. Infolge Seehofers Widerruf und Verhaftung kam es zu einer bezugnehmenden Publikationstätigkeit zwischen reformatorischen und katholischen Theologen. Die Zeit zwischen 1523 und 1534 ist weitgehend ungeklärt. Eventuell war er nach seiner Flucht aus der Abtei Ettal in Wittenberg und wohl einige Zeit in der Nähe von Celle. Auf Vermittlung von Melanchthon war er außerdem zeitweise als Schulmeister in Eisfeld tätig und möglicherweise ab 1535 als Lehrer am Gymnasium bei St. Anna in Augsburg, das seit 1531 eine protestantische Lehranstalt war.
Seehofer wurde auf Vermittlung vom Erhard Schnepf am 6. Mai 1535 Prediger in Leonberg im Herzogtum Württemberg. 1537 wechselte er auf die Pfarrstelle in Winnenden. Sein 1538 veröffentlichtes Predigtbuch zählt zu den frühesten theologischen Werken aus der württembergischen Reformation.

## Werke (Auswahl)
- Diss seint die artickel, so magyster Arsacius sehoffer von München durch die hohen-schul zu Ingelstat beredt am abent unser frawen geburt nestverschinen widerruffen und verworffen hat, Erlinger, Bamberg 1523 (=Septemdecim articuli per Magistrum Arsatium Sehofer revocati, Raminger, Augsburg 1524).
- Enarrationes evangeliorum dominicalium ad dialecticam methodum et rhetoricam dispositionem accommodatae. Adjecti sunt loci theologici, quorum cognitionem ecclesiastes in promptu habere debet, subjectis etiam aliquot propositionibus non contemnendis, Steyner, Augsburg 1538. Weitere Ausgaben 1539, 1541, 1543, 1544.
- Loci theologici, quorum cognitio necessaria est Ecclesiae ministris, Stayner, Augsburg 1544.